# Ribnjaci
Ribnjaci su naselje u Republici Hrvatskoj u Požeško-slavonskoj županiji, u sastavu grada Lipika.

## Zemljopis
Ribnjaci se nalaze zapadno od Lipika, susjedna naselja su Kaniška Iva na zapadu te Marino Selo na istoku.

## Stanovništvo
Prema popisu stanovništva iz 2011. godine Ribnjaci su imali 34 stanovnika.
| broj stanovnika |       |       |       |       |       |       |       |       |       |       |       | 74    | 93    | 93    | 51    | 34    | 14    |
|                 | 1857. | 1869. | 1880. | 1890. | 1900. | 1910. | 1921. | 1931. | 1948. | 1953. | 1961. | 1971. | 1981. | 1991. | 2001. | 2011. | 2021. |